# Bootania gigantea
Bootania gigantea är en stekelart som först beskrevs av Girault 1928.  Bootania gigantea ingår i släktet Bootania och familjen gallglanssteklar. Inga underarter finns listade.